# Pricò
Pricò è un romanzo scritto da Cesare Giulio Viola e pubblicato nel 1924 da Arnoldo Mondadori Editore.

## Trama
Pricò, bambino di sette anni, vede sfaldarsi il matrimonio dei genitori.

## Altri media
Dal libro fu tratto il film neorealista I bambini ci guardano di Vittorio De Sica, e Luciano De Ambrosis interpretò il giovane protagonista.